# Дональд Маккай, 11-й лорд Рей
Дональд Джеймс Маккей, 11-й лорд Рей, KT GCSI GCIE РC FBA JP DL (22 декабря 1839 — 1 августа 1921) (в Нидерландах: Дональд Джейкоб, барон Маккей, лорд Офемерт и Зенневейнен) — британский администратор голландского происхождения, либеральный политик, президент Британской академии.

## Биография
Маккей (при рождении Дональд Джейкоб, барон Маккей) родился в Гааге, в семье Энеаса Маккея, 10-го лорда Рея, члена парламента Нидерландов, и йонквроу Марии Катарины Анны Якобы Фагель, родственницы борельских баронетов.

### Политическая карьера
Лорд Рей стал преемником своего отца в 1876 году, в 1877 году стал британским подданным. В 1881 году получил титул барона Рея из Дернесса в графстве Сатерленд в пэрстве Соединенного Королевства. В 1885 году был назначен губернатором Бомбея и занимал этот пост до 1890 года. В1887 году был награжден Орденом Индийской Империи, а в 1890 году Орденом Звезды Индии. После своего возвращения в Великобританию работал заместителем государственного секретаря по Индии с 1894 по 1895 год в либеральном правительстве лорда Роузбери. Был делегатом от Великобритании на Второй Гаагской конференции, которая привела к подписанию Гаагской конвенции 1907 года. Среди других британских делегатов были Эрнест Сатоу и Айра Кроу.
Возможно, его самый запоминающийся вклад в политику был во время кризиса с народным бюджетом 1909-10 гг., Когда Палата лордов, нарушив конвенцию, принятую более 200 лет назад, отклонила бюджет. Рей решительно выступил против этого действия и сделал памятное предупреждение: «Олигархии редко уничтожаются и чаще кончают жизнь самоубийством».

### Другие государственные назначения
Помимо своей политической и административной карьеры лорд Рей был ректором Университета Сент-Эндрюс с 1884 по 1886 год председателем Лондонского школьного совета (1897—1904), президентом Королевского азиатского общества (1893—1921) и Университетского колледжа Лондона, и первым президентом Британской академии с 1901 по 1907 год С 1892 по 1918 год был лордом-лейтенантом Роксбургшира и президентом первого дня Кооперативного конгресса 1882 года. В 1906 году приведен к присяге в Тайном совете и стал Рыцарем Ордена Чертополоха в 1911 году.
Получил почетную докторскую степень в области права (LL.D.) от Университета Глазго во время празднования 450-летнего юбилея в июне 1901 года.
Он поддерживал контакты с голландской общиной, присутствовал на приеме и разговаривал со знаменитым голландским писателем Луи Купейрусом (1863—1923) по случаю его визита в Лондон в июне 1921 года по приглашению голландского посла в Лондоне Рене де Мариса. ван Свиндерен (1860—1955), и этот визит в основном организовал его переводчик Александр Тейшейра де Маттос (1865—1921).

### Семья
Лорд Рей женился на Фанни Джорджиане Джейн, дочери Ричарда Хаслера из Олдингборна, Сассекс, в 1877 году. У них не было детей. Он умер в августе 1921 года в возрасте 81 года. После его смерти баронство 1881 года исчезло, а шотландский титул ему наследовал его двоюродный брат Эрик, барон Маккей (1870—1921), которому всего три месяца спустя наследовал его сын сэр Эней Александр, барон Маккей (1905—1963), 13-й Лорд Рей, член Палаты лордов (1955—1959).